# براندون ألميدا
براندون ألميدا (بالبرتغالية: Brandonn Almeida) (مواليد 16 مارس 1997) هو سبّاح برازيلي، مثّل بلاده في الألعاب الأولمبية الصيفية 2016.

## روابط خارجية
براندون ألميدا على موقع الاتحاد الدولي للسباحة (الإنجليزية)
- براندون ألميدا على موقع SwimRankings.net (الإنجليزية)
- براندون ألميدا على موقع اللجنة الأولمبية الدولية (الإنجليزية)
- براندون ألميدا على موقع أوليمبيديا (الإنجليزية)